# Lijst van voetbalinterlands Duitse Democratische Republiek - Hongarije
Deze lijst van voetbalinterlands is een overzicht van alle officiële voetbalwedstrijden tussen de nationale teams van de Duitse Democratische Republiek en Hongarije. De landen hebben vijftien keer tegen elkaar gespeeld. De eerste ontmoeting was een vriendschappelijk wedstrijd in Dresden op 1 mei 1959. Het laatste duel, eveneens een vriendschappelijke wedstrijd, vond plaats op 28 juli 1987 in Leipzig.

## Wedstrijden
| №  | Plaats          | Datum             | Competitie           | Wedstrijd                                  | Uitslag |
| -- | --------------- | ----------------- | -------------------- | ------------------------------------------ | ------- |
| 1  | Dresden         | 1 mei 1959        | Vriendschappelijk    | Duitse Democratische Republiek − Hongarije | 0 − 1   |
| 2  | Boedapest       | 16 april 1961     | WK 1962 kwalificatie | Hongarije − Duitse Democratische Republiek | 2 − 0   |
| 3  | Berlijn         | 10 september 1961 | WK 1962 kwalificatie | Duitse Democratische Republiek − Hongarije | 2 − 3   |
| 4  | Berlijn         | 19 oktober 1963   | EK 1964 kwalificatie | Duitse Democratische Republiek − Hongarije | 1 − 2   |
| 5  | Boedapest       | 3 november 1963   | EK 1964 kwalificatie | Hongarije − Duitse Democratische Republiek | 3 − 3   |
| 6  | Leipzig         | 23 mei 1965       | WK 1966 kwalificatie | Duitse Democratische Republiek − Hongarije | 1 − 1   |
| 7  | Boedapest       | 9 oktober 1965    | WK 1966 kwalificatie | Hongarije − Duitse Democratische Republiek | 3 − 2   |
| 8  | Boedapest       | 27 september 1967 | EK 1968 kwalificatie | Hongarije − Duitse Democratische Republiek | 3 − 1   |
| 9  | Leipzig         | 29 oktober 1967   | EK 1968 kwalificatie | Duitse Democratische Republiek − Hongarije | 1 − 0   |
| 10 | Karl-Marx-Stadt | 16 mei 1973       | Vriendschappelijk    | Duitse Democratische Republiek − Hongarije | 2 − 1   |
| 11 | Boedapest       | 21 november 1973  | Vriendschappelijk    | Hongarije − Duitse Democratische Republiek | 0 − 1   |
| 12 | Berlijn         | 22 september 1976 | Vriendschappelijk    | Duitse Democratische Republiek − Hongarije | 1 − 1   |
| 13 | Boedapest       | 28 maart 1979     | Vriendschappelijk    | Hongarije − Duitse Democratische Republiek | 3 − 0   |
| 14 | Halle           | 19 november 1980  | Vriendschappelijk    | Duitse Democratische Republiek − Hongarije | 2 − 0   |
| 15 | Leipzig         | 28 juli 1987      | Vriendschappelijk    | Duitse Democratische Republiek − Hongarije | 0 − 0   |

## Samenvatting
| Competitie        | Totaal gespeeld | Winst DDR | Gelijk | Winst Hongarije | Doelsaldo DDR – Hongarije |
| ----------------- | --------------- | --------- | ------ | --------------- | ------------------------- |
| WK-kwalificatie   | 4               | 0         | 1      | 3               | 5 − 9                     |
| EK-kwalificatie   | 4               | 1         | 1      | 2               | 6 − 8                     |
| Vriendschappelijk | 7               | 3         | 2      | 2               | 6 − 6                     |
| Totaal            | 15              | 4         | 4      | 7               | 17 − 23                   |

Wedstrijden bepaald door strafschoppen worden, in lijn met de FIFA, als een gelijkspel gerekend.

## Details

### Eerste ontmoeting
| Vriendschappelijk (Dresden, Duitse Democratische Republiek, 1 mei 1959): |       |                  |
| Duitse Democratische Republiek                                           | 0 – 1 | Hongarije        |
|                                                                          | goals | 59' János Göröcs |

### Veertiende ontmoeting
| Vriendschappelijk (Halle, Duitse Democratische Republiek, 19 november 1980):              |       |           |
| Duitse Democratische Republiek                                                            | 2 – 0 | Hongarije |
| Martin Trocha 28' Joachim Streich 32'                                                     | goals |           |
| - Debuut van Norbert Trieloff (BFC Dynamo Berlin) voor de Duitse Democratische Republiek. |       |           |

### Vijftiende ontmoeting
| Vriendschappelijk (Leipzig, Duitse Democratische Republiek, 28 juli 1987):                                                                                        |              | |
| Duitse Democratische Republiek | 0 – 0        | Hongarije |
| | goals        | |
| Bernd Stange | bondscoach   | József Verebes |
| René Müller 46' Frank Rohde Ronald Kreer 79' Matthias Lindner Matthias Döschner Jürgen Raab 46' Rainer Ernst Heiko Scholz Thomas Doll 67' Ralf Minge Andreas Thom | opstellingen | 46' József Gáspár Gábor Híres Tibor Farkas 46' Zoltán Péter Sándor Sallai 67' László Gyimesi István Vincze 46' Imre Garaba 46' József Szekeres 46' József Kiprich Rezső Kékesi |
| Jörg Weißflog 46' Jörg Stübner 46' Ulf Kirsten 67' Detlef Schößler 79'                                                                                            | wissels      | 46' Gábor Zsiborás 46' Ervin Kovács 46' István Varga 46' Gyula Hajszán 46' Gyula Plotár 67' Gábor Pölöskei                                                                     |
| | gele kaarten | 68' Gyula Plotár |
| - Debuut van Ervin Kovács (Újpesti Dózsa) en Gyula Plotár (Tatabányai Bányász) voor Hongarije.                                                                    |              | |

DFV · Kwalificatiewedstrijden · A-internationals · Bondscoaches · Statistieken · DDR vrouwenelftal · DDR U21 · DDR U20 ·  DDR U18 · DDR U16
1952 – 1959 · 
1960 – 1969 · 
1970 – 1979 · 
1980 – 1990
WK 1974
OS 1964 · 
OS 1972 · 
OS 1976 · 
OS 1980
1952 · 
1953 · 
1954 · 
1955 · 
1956 · 
1957 · 
1958 · 
1959 ·
1960 · 
1961 · 
1962 · 
1963 · 
1964 · 
1965 · 
1966 · 
1967 · 
1968 · 
1969 ·
1970 · 
1971 · 
1972 · 
1973 · 
1974 · 
1975 · 
1976 · 
1977 · 
1978 · 
1979 ·
1980 · 
1981 · 
1982 · 
1983 · 
1984 · 
1985 · 
1986 · 
1987 · 
1988 · 
1989 · 
1990
Albanië ·
Algerije ·
Argentinië ·
Australië ·
België ·
Bolivia ·
Brazilië ·
Bulgarije ·
Canada ·
Chili ·
Colombia ·
Cuba ·
Denemarken ·
Duitsland ·
Ecuador ·
Egypte ·
Engeland ·
Finland ·
Frankrijk ·
Ghana ·
Griekenland ·
Guinee ·
Hongarije ·
IJsland ·
Indonesië ·
Irak ·
Italië ·
Joegoslavië ·
Koeweit ·
Luxemburg ·
Mali ·
Malta ·
Marokko ·
Mexico ·
Myanmar ·
Nederland ·
Noorwegen ·
Oostenrijk ·
Polen ·
Portugal ·
Roemenië ·
Schotland ·
Sovjet-Unie ·
Spanje ·
Sri Lanka ·
Tsjecho-Slowakije ·
Tunesië ·
Turkije ·
Uruguay ·
Verenigde Staten ·
Wales ·
Zweden ·
Zwitserland
MLSZ · A-internationals · Selecties · Bondscoaches · Hongaars vrouwenelftal · Olympisch elftal · Hongarije U21 · Hongarije U20 · Hongarije U19 · Hongarije U18 · Hongarije U17 · Hongarije U16
1902 – 1919 · 
1920 – 1929 · 
1930 – 1939 · 
1940 – 1949 · 
1950 – 1959 · 
1960 – 1969 · 
1970 – 1979 · 
1980 – 1989 · 
1990 – 1999 · 
2000 – 2009 · 
2010 – 2019 ·
2020 − 2029
EK's:
1964 · 
1972 · 
2016 ·
2020 ·
2024
WK's:
1934 · 
1938 · 
1954 · 
1958 · 
1962 · 
1966 · 
1978 · 
1982 · 
1986
OS:
1912 · 
1924 · 
1936 · 
1952 · 
1960 · 
1964 · 
1968 · 
1972 · 
1996
1902 · 
1903 · 
1904 · 
1905 · 
1906 · 
1907 · 
1908 · 
1909 · 
1910 · 
1911 · 
1912 · 
1913 · 
1914 · 
1915 · 
1916 · 
1917 · 
1918 · 
1919 · 
1920 · 
1921 · 
1922 · 
1923 · 
1924 · 
1925 · 
1926 · 
1927 · 
1928 · 
1929 · 
1930 · 
1931 · 
1932 · 
1933 · 
1934 · 
1935 · 
1936 · 
1937 · 
1938 · 
1939 · 
1940 · 
1941 · 
1942 · 
1943 · 
1944 · 
1945 · 
1946 · 
1947 · 
1948 · 
1949 · 
1950 · 
1952 · 
1952 · 
1953 · 
1954 · 
1955 · 
1956 · 
1957 · 
1958 · 
1959 · 
1960 · 
1961 · 
1962 · 
1963 · 
1964 · 
1965 · 
1966 · 
1967 · 
1968 · 
1969 · 
1970 · 
1971 · 
1972 · 
1973 · 
1974 · 
1975 · 
1976 · 
1977 · 
1978 · 
1979 · 
1980 · 
1981 · 
1982 · 
1983 · 
1984 · 
1985 · 
1986 · 
1987 · 
1988 · 
1989 · 
1990 · 
1991 · 
1992 · 
1993 · 
1994 · 
1995 · 
1996 · 
1997 · 
1998 · 
1999 · 
2000 · 
2001 · 
2002 · 
2003 · 
2004 · 
2005 · 
2006 · 
2007 · 
2008 · 
2009 · 
2010 · 
2011 · 
2012 · 
2013 · 
2014 · 
2015 ·
2016 ·
2017 ·
2018 ·
2019 ·
2020 ·
2021 ·
2022 ·
2023 ·
2024
Albanië ·
Algerije ·
Andorra · 
Antigua en Barbuda ·
Argentinië ·
Armenië ·
Australië ·
Azerbeidzjan ·
België ·
Bohemen ·
Bolivia ·
Bosnië en Herzegovina ·
Brazilië ·
Bulgarije ·
Canada ·
Chili ·
China ·
Colombia ·
Costa Rica ·
Cyprus ·
Denemarken ·
DDR ·
Duitsland ·
Egypte ·
El Salvador ·
Engeland ·
Estland ·
Faeröer ·
Finland ·
Frankrijk ·
Georgië ·
Griekenland ·
Ierland ·
IJsland ·
India ·
Iran ·
Israël ·
Italië ·
Ivoorkust ·
Japan ·
Joegoslavië ·
Jordanië ·
Kazachstan · 
Koeweit ·
Kosovo · 
Kroatië ·
Letland ·
Libanon ·
Liechtenstein ·
Litouwen ·
Luxemburg ·
Malta ·
Mexico ·
Moldavië ·
Montenegro ·
Nederland ·
Nederlands-Indië ·
Nieuw-Zeeland ·
Noord-Ierland ·
Noord-Macedonië ·
Noorwegen ·
Oekraïne ·
Oostenrijk ·
Paraguay ·
Peru ·
Polen ·
Portugal ·
Qatar ·
Roemenië ·
Rusland ·
San Marino ·
Saoedi-Arabië ·
Schotland ·
Servië ·
Slovenië ·
Slowakije ·
Sovjet-Unie ·
Spanje ·
Tsjechië ·
Tsjecho-Slowakije ·
Turkije ·
Uruguay ·
Verenigde Arabische Emiraten ·
Verenigde Staten ·
Verenigd Koninkrijk ·
Wales ·
Wit-Rusland ·
Zuid-Korea ·
Zweden ·
Zwitserland
Brazilië (1954) · 
Duitsland (2021) ·
Frankrijk (2021) · 
IJsland (2016) · 
Italië (1938) · 
Oostenrijk (2016) · 
Portugal (2021) · 
West-Duitsland (1954, 2)